# Звёздный путь: Следующее поколение. Технологическое руководство
Звёздный путь: Следующее поколение. Технологическое руководство (англ. Star Trek: The Next Generation: Technical Manual) — это фантастический справочник в мягкой обложке написанный американцами сотрудниками отдела искусства Риком Штернбахом и Майклом Окуда, в котором подробно описывается внутренняя и другая работа вымышленного звездолета Объединённой федерации планет Энтерпрайз NCC-1701-D и другие аспекты технологии, которые появились в сериале «Звёздный путь: Следующее поколение». Paramount Pictures принадлежат все авторские права.

## Предыстория и содержание
«Звёздный путь: Следующее поколение. Технологическое руководство» написана с точки зрения XXIV-го века; он также содержит множество мелочей, не относящихся к техническому содержанию. Работа не рассматривается Paramount как канон, хотя многие элементы, впервые опубликованные в руководстве, в конечном итоге вышли на экран. В самой книге утверждается, что её элементы могут быть ложными или вводящими в заблуждение с целью дезориентировать «противника».
Некоторые идеи, разработанные для технического руководства или его предшественника, внутреннего технического руководства для писателей, позже были включены в сюжетные линии сериалов и фильмов. Прежде всего, концептуальный рисунок из руководства, описывающий аварийную посадку секции звездолёта «блюдце», был замечен писателями Рональдом Д. Муром, Джери Тейлором и Брэнноном Брагой, которые хотели использовать катастрофу блюдца в качестве эпизода шестого сезона для сериала. Эта идея была отложена из-за бюджетных ограничений и сопротивления со стороны продюсера Майкла Пиллера. Однако позже Мур и Брага включили этот сюжет в фильм «Звёздный путь: Поколения». Также впервые в техническом руководстве были описаны звездолёт класса Nova и USS Galaxy.
Книга содержит описание Варп-двигателя (включая диаграмму, показывающую фактор деформации от скорости и объяснение того, что нефракционные коэффициенты деформации более эффективны, чем дробные), транспортер (который, как говорят, для перевозок груза с места на место, удерживая его в форму «поток материи», и строительство с использованием аналоговой технологии, чтобы победить шаблон требований к хранению), репликатор (который работает на базе транспортера, но с менее точным цифровым разрешением), голопалубы, фазеры и фотонные торпеды, импульсный двигатель, варп-ядро (включая химическую формулу для дилития), подпространственное радио, разделение и посадка тарелок, компьютер и различные вспомогательные суда звездолёта Энтерпрайз. Он также содержит раздел, посвященный истории развития кораблей класса Galaxy.

## Родственные публикации
Печатная версия позже была дополнена аналогичной электронной версией «Звёздный путь: Следующее поколение. Интерактивное технологическое руководство».
В 1998 году было опубликовано следующее название-техническое Руководство по Звёздный путь: Глубокий космос 9.

## Содержание
- Вступление Джина Родденберри
- Вступление авторов
- Глава 1: Энтерпрайз NCC-1701-D Введение
- Глава 2: Структура Космических Аппаратов
- Глава 3: Системы Управления
- Глава 4: Компьютерные Системы
- Глава 5: Системы Варп-Двигателей
- Глава 6: Импульсные Силовые Установки
- Глава 7: Инженерные коммуникации и Вспомогательные системы
- Глава 8: Средства коммуникаций
- Глава 9: Системы Транспортера
- Глава 10: Наука и системы дистанционного зондирования
- Глава 11: Тактические Системы
- Глава 12: Экологические Системы
- Глава 13: Системы Поддержки Экипажа
- Глава 14: Вспомогательные Системы Космических Аппаратов
- Глава 15: Энтерпрайз NCC-1701-D по производству полетов
- Глава 16: Чрезвычайные Операции
- Глава 17: Заключение
- Послесловие Рика Бермана